# Флавий Тавр Клементин Армоний Клементий
Флавий Тавр Клементин Армоний Клементий (лат. Flavius Taurus Clementinus Armonius Clementinus) — политический деятель Восточной Римской империи первой половины VI века, консул 513 года.

## Биография
По всей видимости, предком Клементина был консул 428 года Флавий Тавр.
Клементин был удостоен консульства в 513 году вместе с Пробом. По всей видимости, в том же году он получил ранг патрикия. Либо в 513 году, либо, по другой версии, в 511 году Клементин занимал должность комита священных щедрот.
Он был монофизитом и поддерживал монаха Севира (позднее патриарха Антиохийского), когда последний был в Константинополе с 508 по 511 год. В 511 году Клементин присутствовал на заседании, на котором обсуждалась отставка патриарха Константинопольского Македония. В Ливерпульском музее хранится диптих из слоновой кости с изображением Клементина.